# Mallochohelea tumidicornis
Mallochohelea tumidicornis är en tvåvingeart som beskrevs av Debenham 1974. Mallochohelea tumidicornis ingår i släktet Mallochohelea och familjen svidknott.
Artens utbredningsområde är Queensland. Inga underarter finns listade i Catalogue of Life.